# Phytocoris coniferales
Phytocoris coniferales är en insektsart som beskrevs av Stonedahl 1988. Phytocoris coniferales ingår i släktet Phytocoris och familjen ängsskinnbaggar. Inga underarter finns listade i Catalogue of Life.